# Progonia boisduvalalis
Progonia boisduvalalis är en fjärilsart som beskrevs av Pierre E.L. Viette 1961. Progonia boisduvalalis ingår i släktet Progonia och familjen nattflyn. Inga underarter finns listade i Catalogue of Life.